# Nicolás Sguiglia
Nicolás Sguiglia (Rosario, Argentina, 18 de noviembre de 1976) es un político italo-argentino, licenciado en Ciencias Políticas y Sociología. Ha ejercido como docente y personal investigador en el ámbito académico. Desde el 2019 es concejal del Ayuntamiento de Málaga, en España. Es portavoz del grupo municipal Podemos Málaga y miembro de la dirección de Podemos Andalucía. Ha participado en numerosos movimientos sociales y es activista de La Casa Invisible.

## Biografía
Nació el 18 de noviembre de 1976 en la ciudad de Rosario, Argentina, es hijo de Eduardo Sguiglia, economista, escritor argentino y ex-embajador de Argentina en Angola. En 1977 sus padres se exiliaron a México debido a la persecución política de la dictadura de Jorge Rafael Videla. En 1983, tras la vuelta de la democracia, volvieron a Argentina y se instalaron en Buenos Aires. Se licenció en Sociología y Ciencia políticas por la Universidad Pablo de Olavide en Sevilla y cursó un Máster en Derechos Humanos, Interculturalidad y Desarrollo. Ha sido investigador en el Departamento de Sociología de la facultad de Facultad de Ciencias Políticas y Sociología (Universidad Complutense de Madrid) y en el departamento de Antropología en la Facultad de Humanidades de la UPO.
Ha sido activista de La Casa Invisible, un centro sociocultural de Málaga, ejerciendo de Coordinador y Gestor Cultural. En 2012 defendió en un manifiesto junto a Alberto Garzón y Antonio Romero Ruiz la necesidad de crear un nuevo proceso constituyente para la democratización del país y superar el modelo de desarrollo económico vigente, que ha definido como un "modelo de depredación medioambiental, explotación intensiva del trabajo, endeudamiento, privatización del suelo y de los bienes comunes al servicio de unos pocos". En 2015 publicó junto a Francisco Aix una etnografía sobre la movilidad en bicicleta en Área metropolitana de Málaga. En 2016 fue técnico asesor en la Diputación Provincial de Málaga y en 2017 trabajó como docente en el Área de Imaginación política y Materialismo Cultural del Museo de Arte Contemporáneo de Barcelona (MACBA).
En 2019 dio el salto a la política municipal por medio de Adelante Málaga, una candidatura unitaria formada por los partidos políticos de Podemos e Izquierda Unida, fue elegido concejal electo en Elecciones municipales de 2019 en Málaga. Ejerció de portavoz del grupo municipal de su grupo durante la legislatura 2019-2023. El 5 de noviembre de 2022 fue elegido en las elecciones primarias candidato de Podemos a la alcaldía de Málaga, en 2023 fue nombrado número dos por la candidatura Con Málaga, una confluencia de partidos de izquierda y ecologistas, que integraba a Podemos, Izquierda Unida, Más País, Verdes Equo, Alianza Verde e Iniciativa por el Pueblo Andaluz. Fue elegido concejal electo por Con Málaga en las elecciones municipales de 2023 en Málaga junto a Toni Morillas.
En abril de 2024 partió de España junto a varias delegaciones de observadores de derechos humanos con la Flotilla a Gaza de 2024 en una embarcación con 5500 toneladas de ayuda humanitaria para Franja de Gaza denominada Flotilla de la Libertad, navegando por puertos europeos rumbo a Gaza recabando apoyo y solidaridad.En octubre de 2024 fundó el proyecto comunicativo Desde abajo, un espacio de análisis, propuestas y cuestionamiento de las condiciones de viva actuales en la ciudad de Málaga, realizado en el centro sociocultural La Nave. Colabora con el movimiento vecinal Málaga para Vivir, surgido en 2024 tras las protestas vecinales por el derecho a la vivienda.

## Actividad política
Sguiglia se ha destacado como un activista por el derecho a la vivienda en la ciudad de Málaga, donde es concejal. Su posición es contraria a la del actual gobierno municipal, encarnado por el alcalde malagueño, Francisco de la Torre Prados y su modelo de ciudad, afirmando que lleva un rumbo acelerado hacia el agotamiento de la ciudad, saturando un modelo turístico y agravando las desigualdades de renta y de los recursos naturales, como el aguay la calidad del aire, las infraestructuras o los servicios en los barrios. Ha afirmado que más que un alcalde, Málaga parece tener un promotor turístico inmobiliario.Defiende que todos los recursos que podrían posibilitar una ciudad mejor para la ciudadanía se están entregando a los intereses del rentismo y los fondos buitre. 
Ante el aumento de viviendas turísticas y la subida del precio de alquiler de la vivienda ha defendido una moratoria para todas las viviendas turísticas de la ciudad y medidas para revertir las actuales, así como declarar zonas tensionadas mediante la ley por el derecho a la vivienda con el objetivo de bajar el precio de los alquileres.Ha instado al gobierno municipal a asesorar a las comunidades de vecinos para que conozcan cómo prohibir los pisos turísticos, amparándose en el fallo del Tribunal Supremo, que permite que las comunidades de vecinos puedan prohibir los pisos turísticos mediante el voto de tres quintos de los propietarios.
Ha defendido que, debido al calentamiento global, los museos de la ciudad de Málaga sean gratuitos durante el mes de agosto para los residentes, con el fin de "ofrecer espacios climatizados y actividades para que la ciudadanía pueda disfrutar de sus museos y equipamientos culturales".Se ha manifestado en contra de la proliferación de las casas de apuestas, especialmente en los barrios humildes, ya que "legitima el juego como un ocio aceptable, ignorando las devastadoras consecuencias que tiene en las familias trabajadoras".
El 15 de noviembre de 2024 Sguiglia pidió al ayuntamiento de Málaga un reconocimiento público para Mansour Konte, un joven migrante malagueño que se hizo viral tras rescatar del agua a una mujer el 13 de noviembre, durante la inundación en la ciudad de Málaga:

Mansour Konte representa lo mejor que tenemos como sociedad: la solidaridad y el apoyo mutuo entre los vecinos en estos momentos tan difíciles. Creemos que, ante los discursos racistas de odio y xenófobos que están proliferando en estos últimos tiempos, es importante que el Ayuntamiento reconozca a Mansour como un vecino más de nuestra ciudad y ponga en valor su gesto.

El 18 de noviembre se anunció que formaba parte de la candidatura Transformar Andalucía para el consejo ciudadano de Podemos Andalucía, junto a Martina Velarde y Diego Cañamero, entre otros, y encabezada por Raquel Martínez.